# Ludwig Habelitz
Ludwig Habelitz (* 14. Dezember 1889 in Kirchenarnbach; † 4. März 1970) war ein deutscher Politiker (CVP/CDU).

## Leben
Nach der Volksschule war Habelitz zunächst als Landarbeiter tätig. Beim Neunkircher Eisenwerk und bei der Völklinger Hütte war er von 1907 bis 1909 Hüttenarbeiter, anschließend arbeitete er bis zu seiner Pensionierung 1954 bei der Burbacher Hütte.
Habelitz engagierte sich in der Gewerkschaft und war von 1923 bis 1935 Funktionär des Christlichen Metallarbeiterverbands. In den Jahren 1923 bis 1935 gehörte er auch der Stadtverordnetenversammlung von Saarbrücken an. Die Gestapo verhaftete ihn 1944 und hielt ihn im Lager Neue Bremm gefangen.
Nach dem Krieg trat er der Christlichen Volkspartei des Saarlandes (CVP) bei. Er war ab 1946 wieder Mitglied im Saarbrücker Bürger-/Stadtrat. 1947 gehörte er der Gesetzgebenden Versammlung des Saarlandes an, aus der im selben Jahr der erste Landtag des Saarlandes hervorging. Dort war er von November 1950 bis Ende 1952 Mitglied des Präsidiums (2. Schriftführer). Bei den Wahlen 1952 und 1955 gelang ihm der Wiedereinzug ins Parlament. 1959 vereinigte sich seine Fraktion, die seit 1957 die Bezeichnung Christlich-Soziale Union trug, mit der CDU-Fraktion. Zuletzt war Habelitz Schriftführer des Ausschusses für Eingaben sowie Mitglied im Ausschuss für Sozialpolitik. 1961 schied er aus dem Landtag aus.